# Dvokaličnice
Dvokaličnice, s tujko tudi dikote in dikotiledone, so ena od dveh skupin, na kateri so tradicionalno delili vse kritosemenke. Ime se nanaša na eno izmed tipičnih značilnosti skupine, na dva klična lista, ki sta lastnost vsakega rastlinskega embrija dvokaličnic. Obstaja približno 200 000 vrst dvokaličnic. Drugo skupino kritosemenk predstavljajo enokaličnice, za katere je značilna prisotnost zgolj enega kličnega lista na embriju.
Od leta 1990 naprej so molekularne filogenetske raziskave kazale, da dvokaličnice ne predstavljajo monofiletske skupine in zatorej niso klad. Med drugim so ugotovili, da so se določene skupine dvokaličnic (pripadniki magnolidnega kompleksa in bazalne kritosemenke) od glavne linije odcepile hitreje kot enokaličnice. Z drugimi besedami, enokaličnice so se razvile iz dvokaličnic. Posledično se danes tradicionalne dvokaličnice dojema kot parafiletsko skupino.
Znotraj parafiletskih dvokaličnic največji klad predstavljajo tako imenovane prave dvokaličnice ali evdikote, za katere je značilen trikolpatni pelod. Preostale dvokaličnice in enokaličnice imajo monosulkatni pelod ali pelodna zrna izpeljanih oblik.

## Primerjava z enokaličnicami
Poleg števila kličnih listov (pri dvokaličnicah sta dva, pri enokaličnicah en) je znanih še več lastnosti, po katerih so tradicionalno ločevali enokaličnice od dvokaličnic in obratno. Hkrati je bilo pokazano, da je večji delež teh razlik dejansko lastnosti, po katerih se med seboj razlikujejo enokaličnice in prave dvokaličnice (evdikote), medtem ko je pri evolucijsko starejših skupinah dvokaličnic mogoče zaslediti številne enokaličniške lastnosti (kot so neurejena postavitev žil, trištevni cvetovi in monosulkatni pelod). Tudi pri nekaterih enokaličnicah se pojavljajo karakteristike dvokaličnic, kot so denimo mrežasto žilnati listi.
| Značilnost                          | Enokaličnice                                     | Dvokaličnice                         |
| ----------------------------------- | ------------------------------------------------ | ------------------------------------ |
| Število cvetnih delov               | Trištevni cvetovi                                | Štirištevni ali petštevni cvetovi    |
| Število vdolbinic na pelodnih zrnih | Ena                                              | Tri                                  |
| Število kličnih listov              | En                                               | Dva                                  |
| Razporeditev žil v steblu           | Neurejena                                        | Urejena (v koncentričnih krogih)     |
| Korenine                            | Nadomestne (adventivne)                          | Razvijejo iz radikule                |
| Žilnatost                           | Progasta (vzporedna ali slokasta)                | Mrežasta                             |
| Sekundarna rast                     | Odsotna                                          | Pogosto prisotna                     |
| Listne reže                         | Tako na gornjem kot tudi spodnjem epidermu lista | Pogosteje na spodnjem epidermu lista |

## Klasifikacija

### Filogenija
Filogenetsko drevo, ki se uporablja v sistemu APG IV, ponazarja parafiletskost tradicionalnih dvokaličnic:
|  | \| \| Ceratophyllales (rogolistovci) \| \| \| \| \| \| prave dvokaličnice \| \| \| \| |
|  |                                                                                       |
|  | enokaličnice                                                                          |
|  |                                                                                       |
|  | Ceratophyllales (rogolistovci)                                                        |
|  |                                                                                       |
|  | prave dvokaličnice                                                                    |
|  |                                                                                       |

|  | Ceratophyllales (rogolistovci) |
|  |                                |
|  | prave dvokaličnice             |
|  |                                |

|  | \| \| Ceratophyllales (rogolistovci) \| \| \| \| \| \| prave dvokaličnice \| \| \| \| |
|  |                                                                                       |
|  | enokaličnice                                                                          |
|  |                                                                                       |
|  | Ceratophyllales (rogolistovci)                                                        |
|  |                                                                                       |
|  | prave dvokaličnice                                                                    |
|  |                                                                                       |

|  | Ceratophyllales (rogolistovci) |
|  |                                |
|  | prave dvokaličnice             |
|  |                                |

|  | \| \| Ceratophyllales (rogolistovci) \| \| \| \| \| \| prave dvokaličnice \| \| \| \| |
|  |                                                                                       |
|  | enokaličnice                                                                          |
|  |                                                                                       |
|  | Ceratophyllales (rogolistovci)                                                        |
|  |                                                                                       |
|  | prave dvokaličnice                                                                    |
|  |                                                                                       |

|  | Ceratophyllales (rogolistovci) |
|  |                                |
|  | prave dvokaličnice             |
|  |                                |

|  | \| \| Ceratophyllales (rogolistovci) \| \| \| \| \| \| prave dvokaličnice \| \| \| \| |
|  |                                                                                       |
|  | enokaličnice                                                                          |
|  |                                                                                       |
|  | Ceratophyllales (rogolistovci)                                                        |
|  |                                                                                       |
|  | prave dvokaličnice                                                                    |
|  |                                                                                       |

|  | Ceratophyllales (rogolistovci) |
|  |                                |
|  | prave dvokaličnice             |
|  |                                |

|  | \| \| Ceratophyllales (rogolistovci) \| \| \| \| \| \| prave dvokaličnice \| \| \| \| |
|  |                                                                                       |
|  | enokaličnice                                                                          |
|  |                                                                                       |
|  | Ceratophyllales (rogolistovci)                                                        |
|  |                                                                                       |
|  | prave dvokaličnice                                                                    |
|  |                                                                                       |

|  | Ceratophyllales (rogolistovci) |
|  |                                |
|  | prave dvokaličnice             |
|  |                                |

|  | \| \| Ceratophyllales (rogolistovci) \| \| \| \| \| \| prave dvokaličnice \| \| \| \| |
|  |                                                                                       |
|  | enokaličnice                                                                          |
|  |                                                                                       |
|  | Ceratophyllales (rogolistovci)                                                        |
|  |                                                                                       |
|  | prave dvokaličnice                                                                    |
|  |                                                                                       |

|  | Ceratophyllales (rogolistovci) |
|  |                                |
|  | prave dvokaličnice             |
|  |                                |

|  | \| \| Ceratophyllales (rogolistovci) \| \| \| \| \| \| prave dvokaličnice \| \| \| \| |
|  |                                                                                       |
|  | enokaličnice                                                                          |
|  |                                                                                       |
|  | Ceratophyllales (rogolistovci)                                                        |
|  |                                                                                       |
|  | prave dvokaličnice                                                                    |
|  |                                                                                       |

|  | Ceratophyllales (rogolistovci) |
|  |                                |
|  | prave dvokaličnice             |
|  |                                |

|  | \| \| Ceratophyllales (rogolistovci) \| \| \| \| \| \| prave dvokaličnice \| \| \| \| |
|  |                                                                                       |
|  | enokaličnice                                                                          |
|  |                                                                                       |
|  | Ceratophyllales (rogolistovci)                                                        |
|  |                                                                                       |
|  | prave dvokaličnice                                                                    |
|  |                                                                                       |

|  | Ceratophyllales (rogolistovci) |
|  |                                |
|  | prave dvokaličnice             |
|  |                                |

|  | \| \| Ceratophyllales (rogolistovci) \| \| \| \| \| \| prave dvokaličnice \| \| \| \| |
|  |                                                                                       |
|  | enokaličnice                                                                          |
|  |                                                                                       |
|  | Ceratophyllales (rogolistovci)                                                        |
|  |                                                                                       |
|  | prave dvokaličnice                                                                    |
|  |                                                                                       |

|  | Ceratophyllales (rogolistovci) |
|  |                                |
|  | prave dvokaličnice             |
|  |                                |

|  | \| \| Ceratophyllales (rogolistovci) \| \| \| \| \| \| prave dvokaličnice \| \| \| \| |
|  |                                                                                       |
|  | enokaličnice                                                                          |
|  |                                                                                       |
|  | Ceratophyllales (rogolistovci)                                                        |
|  |                                                                                       |
|  | prave dvokaličnice                                                                    |
|  |                                                                                       |

|  | Ceratophyllales (rogolistovci) |
|  |                                |
|  | prave dvokaličnice             |
|  |                                |

|  | \| \| Ceratophyllales (rogolistovci) \| \| \| \| \| \| prave dvokaličnice \| \| \| \| |
|  |                                                                                       |
|  | enokaličnice                                                                          |
|  |                                                                                       |
|  | Ceratophyllales (rogolistovci)                                                        |
|  |                                                                                       |
|  | prave dvokaličnice                                                                    |
|  |                                                                                       |

|  | Ceratophyllales (rogolistovci) |
|  |                                |
|  | prave dvokaličnice             |
|  |                                |

|  | \| \| Ceratophyllales (rogolistovci) \| \| \| \| \| \| prave dvokaličnice \| \| \| \| |
|  |                                                                                       |
|  | enokaličnice                                                                          |
|  |                                                                                       |
|  | Ceratophyllales (rogolistovci)                                                        |
|  |                                                                                       |
|  | prave dvokaličnice                                                                    |
|  |                                                                                       |

|  | Ceratophyllales (rogolistovci) |
|  |                                |
|  | prave dvokaličnice             |
|  |                                |

|  | \| \| Ceratophyllales (rogolistovci) \| \| \| \| \| \| prave dvokaličnice \| \| \| \| |
|  |                                                                                       |
|  | enokaličnice                                                                          |
|  |                                                                                       |
|  | Ceratophyllales (rogolistovci)                                                        |
|  |                                                                                       |
|  | prave dvokaličnice                                                                    |
|  |                                                                                       |

|  | Ceratophyllales (rogolistovci) |
|  |                                |
|  | prave dvokaličnice             |
|  |                                |

|  | \| \| Ceratophyllales (rogolistovci) \| \| \| \| \| \| prave dvokaličnice \| \| \| \| |
|  |                                                                                       |
|  | enokaličnice                                                                          |
|  |                                                                                       |
|  | Ceratophyllales (rogolistovci)                                                        |
|  |                                                                                       |
|  | prave dvokaličnice                                                                    |
|  |                                                                                       |

|  | Ceratophyllales (rogolistovci) |
|  |                                |
|  | prave dvokaličnice             |
|  |                                |

|  | \| \| Ceratophyllales (rogolistovci) \| \| \| \| \| \| prave dvokaličnice \| \| \| \| |
|  |                                                                                       |
|  | enokaličnice                                                                          |
|  |                                                                                       |
|  | Ceratophyllales (rogolistovci)                                                        |
|  |                                                                                       |
|  | prave dvokaličnice                                                                    |
|  |                                                                                       |

|  | Ceratophyllales (rogolistovci) |
|  |                                |
|  | prave dvokaličnice             |
|  |                                |

|  | \| \| Ceratophyllales (rogolistovci) \| \| \| \| \| \| prave dvokaličnice \| \| \| \| |
|  |                                                                                       |
|  | enokaličnice                                                                          |
|  |                                                                                       |
|  | Ceratophyllales (rogolistovci)                                                        |
|  |                                                                                       |
|  | prave dvokaličnice                                                                    |
|  |                                                                                       |

|  | Ceratophyllales (rogolistovci) |
|  |                                |
|  | prave dvokaličnice             |
|  |                                |

|  | \| \| Ceratophyllales (rogolistovci) \| \| \| \| \| \| prave dvokaličnice \| \| \| \| |
|  |                                                                                       |
|  | enokaličnice                                                                          |
|  |                                                                                       |
|  | Ceratophyllales (rogolistovci)                                                        |
|  |                                                                                       |
|  | prave dvokaličnice                                                                    |
|  |                                                                                       |

|  | Ceratophyllales (rogolistovci) |
|  |                                |
|  | prave dvokaličnice             |
|  |                                |

|  | \| \| Ceratophyllales (rogolistovci) \| \| \| \| \| \| prave dvokaličnice \| \| \| \| |
|  |                                                                                       |
|  | enokaličnice                                                                          |
|  |                                                                                       |
|  | Ceratophyllales (rogolistovci)                                                        |
|  |                                                                                       |
|  | prave dvokaličnice                                                                    |
|  |                                                                                       |

|  | Ceratophyllales (rogolistovci) |
|  |                                |
|  | prave dvokaličnice             |
|  |                                |

|  | \| \| Ceratophyllales (rogolistovci) \| \| \| \| \| \| prave dvokaličnice \| \| \| \| |
|  |                                                                                       |
|  | enokaličnice                                                                          |
|  |                                                                                       |
|  | Ceratophyllales (rogolistovci)                                                        |
|  |                                                                                       |
|  | prave dvokaličnice                                                                    |
|  |                                                                                       |

|  | Ceratophyllales (rogolistovci) |
|  |                                |
|  | prave dvokaličnice             |
|  |                                |

|  | \| \| Ceratophyllales (rogolistovci) \| \| \| \| \| \| prave dvokaličnice \| \| \| \| |
|  |                                                                                       |
|  | enokaličnice                                                                          |
|  |                                                                                       |
|  | Ceratophyllales (rogolistovci)                                                        |
|  |                                                                                       |
|  | prave dvokaličnice                                                                    |
|  |                                                                                       |

|  | Ceratophyllales (rogolistovci) |
|  |                                |
|  | prave dvokaličnice             |
|  |                                |

|  | \| \| Ceratophyllales (rogolistovci) \| \| \| \| \| \| prave dvokaličnice \| \| \| \| |
|  |                                                                                       |
|  | enokaličnice                                                                          |
|  |                                                                                       |
|  | Ceratophyllales (rogolistovci)                                                        |
|  |                                                                                       |
|  | prave dvokaličnice                                                                    |
|  |                                                                                       |

|  | Ceratophyllales (rogolistovci) |
|  |                                |
|  | prave dvokaličnice             |
|  |                                |

|  | \| \| Ceratophyllales (rogolistovci) \| \| \| \| \| \| prave dvokaličnice \| \| \| \| |
|  |                                                                                       |
|  | enokaličnice                                                                          |
|  |                                                                                       |
|  | Ceratophyllales (rogolistovci)                                                        |
|  |                                                                                       |
|  | prave dvokaličnice                                                                    |
|  |                                                                                       |

|  | Ceratophyllales (rogolistovci) |
|  |                                |
|  | prave dvokaličnice             |
|  |                                |

|  | \| \| Ceratophyllales (rogolistovci) \| \| \| \| \| \| prave dvokaličnice \| \| \| \| |
|  |                                                                                       |
|  | enokaličnice                                                                          |
|  |                                                                                       |
|  | Ceratophyllales (rogolistovci)                                                        |
|  |                                                                                       |
|  | prave dvokaličnice                                                                    |
|  |                                                                                       |

|  | Ceratophyllales (rogolistovci) |
|  |                                |
|  | prave dvokaličnice             |
|  |                                |

|  | \| \| Ceratophyllales (rogolistovci) \| \| \| \| \| \| prave dvokaličnice \| \| \| \| |
|  |                                                                                       |
|  | enokaličnice                                                                          |
|  |                                                                                       |
|  | Ceratophyllales (rogolistovci)                                                        |
|  |                                                                                       |
|  | prave dvokaličnice                                                                    |
|  |                                                                                       |

|  | Ceratophyllales (rogolistovci) |
|  |                                |
|  | prave dvokaličnice             |
|  |                                |

|  | \| \| Ceratophyllales (rogolistovci) \| \| \| \| \| \| prave dvokaličnice \| \| \| \| |
|  |                                                                                       |
|  | enokaličnice                                                                          |
|  |                                                                                       |
|  | Ceratophyllales (rogolistovci)                                                        |
|  |                                                                                       |
|  | prave dvokaličnice                                                                    |
|  |                                                                                       |

|  | Ceratophyllales (rogolistovci) |
|  |                                |
|  | prave dvokaličnice             |
|  |                                |

|  | \| \| Ceratophyllales (rogolistovci) \| \| \| \| \| \| prave dvokaličnice \| \| \| \| |
|  |                                                                                       |
|  | enokaličnice                                                                          |
|  |                                                                                       |
|  | Ceratophyllales (rogolistovci)                                                        |
|  |                                                                                       |
|  | prave dvokaličnice                                                                    |
|  |                                                                                       |

|  | Ceratophyllales (rogolistovci) |
|  |                                |
|  | prave dvokaličnice             |
|  |                                |

|  | \| \| Ceratophyllales (rogolistovci) \| \| \| \| \| \| prave dvokaličnice \| \| \| \| |
|  |                                                                                       |
|  | enokaličnice                                                                          |
|  |                                                                                       |
|  | Ceratophyllales (rogolistovci)                                                        |
|  |                                                                                       |
|  | prave dvokaličnice                                                                    |
|  |                                                                                       |

|  | Ceratophyllales (rogolistovci) |
|  |                                |
|  | prave dvokaličnice             |
|  |                                |

|  | \| \| Ceratophyllales (rogolistovci) \| \| \| \| \| \| prave dvokaličnice \| \| \| \| |
|  |                                                                                       |
|  | enokaličnice                                                                          |
|  |                                                                                       |
|  | Ceratophyllales (rogolistovci)                                                        |
|  |                                                                                       |
|  | prave dvokaličnice                                                                    |
|  |                                                                                       |

|  | Ceratophyllales (rogolistovci) |
|  |                                |
|  | prave dvokaličnice             |
|  |                                |

|  | \| \| Ceratophyllales (rogolistovci) \| \| \| \| \| \| prave dvokaličnice \| \| \| \| |
|  |                                                                                       |
|  | enokaličnice                                                                          |
|  |                                                                                       |
|  | Ceratophyllales (rogolistovci)                                                        |
|  |                                                                                       |
|  | prave dvokaličnice                                                                    |
|  |                                                                                       |

|  | Ceratophyllales (rogolistovci) |
|  |                                |
|  | prave dvokaličnice             |
|  |                                |

|  | \| \| Ceratophyllales (rogolistovci) \| \| \| \| \| \| prave dvokaličnice \| \| \| \| |
|  |                                                                                       |
|  | enokaličnice                                                                          |
|  |                                                                                       |
|  | Ceratophyllales (rogolistovci)                                                        |
|  |                                                                                       |
|  | prave dvokaličnice                                                                    |
|  |                                                                                       |

|  | Ceratophyllales (rogolistovci) |
|  |                                |
|  | prave dvokaličnice             |
|  |                                |

|  | \| \| Ceratophyllales (rogolistovci) \| \| \| \| \| \| prave dvokaličnice \| \| \| \| |
|  |                                                                                       |
|  | enokaličnice                                                                          |
|  |                                                                                       |
|  | Ceratophyllales (rogolistovci)                                                        |
|  |                                                                                       |
|  | prave dvokaličnice                                                                    |
|  |                                                                                       |

|  | Ceratophyllales (rogolistovci) |
|  |                                |
|  | prave dvokaličnice             |
|  |                                |

|  | \| \| Ceratophyllales (rogolistovci) \| \| \| \| \| \| prave dvokaličnice \| \| \| \| |
|  |                                                                                       |
|  | enokaličnice                                                                          |
|  |                                                                                       |
|  | Ceratophyllales (rogolistovci)                                                        |
|  |                                                                                       |
|  | prave dvokaličnice                                                                    |
|  |                                                                                       |

|  | Ceratophyllales (rogolistovci) |
|  |                                |
|  | prave dvokaličnice             |
|  |                                |

### Zgodovinski pogled
Tradicionalno se je dvokaličnicam (dikotiledonam) pripisovalo znanstveno ime Dicotyledoneae, sama taksonomska kategorija (rang) pa se je v različnih sistemih precej razlikovala. Po sistemu Cronquista so dvokaličnice predstavljale razred in nosile znanstveno ime Magnoliopsida (po tipskem rodu magnolija, Magnolia). V nekaterih klasifikacijskih sistemih so prave dvokaličnice dojemali kot svoj razred, Rodopsida (po tipskem rodu šipek, Rosa). Preostale dvokaličnice (paleodikote ali bazalne kritosemenke) so nato bodisi obdržali v svojem parafiletskem razredu (Magnoliopsida) bodisi delili dalje. Nekateri botaniki vztrajajo, da se morajo dvokaličnice ohraniti kot veljavni razred, saj naj bi bile evolucijsko smiselne in praktične.

### Redovi
Spodaj je naveden seznam redov dvokaličnic v skladu s sistemom Skupine za filogenijo kritosemenk (Angiosperm Phylogeny Group), sistemom APG IV, na desni je kot primerjava prikazan tradicionalni sistem po Wraberju.
| APG IV (parafiletska skupina) | Tradicionalni sistem (po Wraberju) |
| --- | --- |
| - Amborellales - Austrobaileyales - Nymphaeales magnolidni kompleks (magnolide) - Canellales - Laurales (lovorovci) - Magnoliales (magnolijevci) - Piperales (poprovci) nerazvrščena samostojna linija - Chloranthales (verjetno) sestrska skupina pravih dvokaličnic - Ceratophyllales (rogolistovci) prave dvokaličnice - Buxales (pušpanovci) - Proteales - Ranunculales (zlatičevci) - Trochodendrales osrednje prave dvokaličnice - Dilleniales - Gunnerales superrozide - Brassicales (križničevci) - Celastrales (trdoleskovci) - Crossosomatales - Cucurbitales (bučevci) - Fabales (stročnice) - Fagales (bukovci) - Geraniales (krvomočnikovci) - Huerteales - Malpighiales - Malvales (slezenovci) - Myrtales (mirtovci) - Oxalidales - Picramniales - Rosales (šipkovci) - Sapindales (javorovci) - Saxifragales (kamnokrečevci) - Vitales (vinikovci) - Zygophyllales superasteride - Apiales - Aquifoliales - Asterales (košarnice) - Berberidopsidales - Boraginales - Bruniales - Caryophyllales (klinčkovci) - Cornales (drenovci) - Dipsacales (ščetičevci) - Ericales (vresovci) - Escalloniales - Garryales - Gentianales (sviščevci) - Icacinales - Lamiales (ustnatičevci) - Metteniusales - Paracryphiales - Santalales (lanikovci) - Solanales (razhudnikovci) - Vahliales | razred: Magnoliopsida (=Dicotyledoneae) - podrazred: Magnoliidae - red: Magnoliales (magnolijevci) - red: Laurales (lovorovci) - red: Winterales (vinterjevci) - podrazred: izolirane skupine z nejasnim taksonomskim položajem - red: Illiciales - red: Chloranthales - red: Piperales (poprovci) - red: Aristolochiales (podrašcevci) - red: Rafflesiales (raflezijevci) - podrazred: Nymphaeidae - red: Nymphaeales (lokvanjevci) - red: Ceratophyllales (rogolistovci) |